# Atletica leggera ai Giochi della X Olimpiade - Marcia 50 km

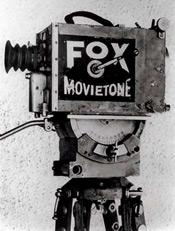
Video della gara (la marcia è mostrata dal minuto 1'02" al minuto 1'46)

La competizione della marcia 50 km di atletica leggera ai Giochi della X Olimpiade si tenne il giorno 3 agosto 1932 a Los Angeles con arrivo al Memorial Coliseum.

## Finale
| Pos.    | Concorrente        | Nazione       | Tempo    |
| ------- | ------------------ | ------------- | -------- |
| Oro     | Tommy Green        | Gran Bretagna | 4h50'10" |
| Argento | Jānis Dāliņš       | Lettonia      | 4h57'20" |
| Bronzo  | Ugo Frigerio       | Italia        | 4h59'06" |
| 4       | Karl Hähnel        | Germania      | 5h06'06" |
| 5       | Ettore Rivolta     | Italia        | 5h07'39" |
| 6       | Paul Sievert       | Germania      | 5h16'41" |
| 7       | Henri Quintric     | Francia       | 5h27'25" |
| 8       | Ernie Crosbie      | Stati Uniti   | 5h28'02" |
| 9       | Bill Chisholm      | Stati Uniti   | 5h51'00" |
| 10      | Alfred Maasik      | Estonia       | 6h19'00" |
| -       | Henry Cieman       | Canada        | Ritirato |
| -       | John Moralis       | Grecia        | Rit.     |
| -       | Francesco Pretti   | Italia        | Rit.     |
| -       | Arthur Tell Schwab | Svizzera      | Rit.     |
| -       | Harry Hinkel       | Stati Uniti   | Rit.     |